# Прокляття темно-червоного вівтаря
Прокляття темно-червоного вівтаря (англ. Curse of the Crimson Altar) — англійський фільм жахів 1968 року.

## Сюжет
Роберт Меннінг шукає свого брата на півночі Англії і виявляє сліди його перебування в таємничому замку. Роберт зачарований племінницею власника замку Лавінією. Але щоночі його починають переслідувати страшні кошмари. Зрештою, Роберт розуміє, що власник замку, який сидить в інвалідному візку, справжнісінький безумець.

## У ролях
| Актор              | Роль           |
| ------------------ | -------------- |
| Борис Карлофф      | професор Марш  |
| Крістофер Лі       | Морлі          |
| Марк Іден          | Роберт Меннінг |
| Барбара Стіл       | Лавінія        |
| Майкл Гоф          | старійшина     |
| Вірджинія Ветерелл | Єва            |
| Розмарі Рід        | Естер          |
| Дерек Тенслі       | суддя          |
| Майкл Воррен       | водієм         |